# Liste de périphrases désignant des langues
Cet article est une liste de périphrases désignant des langues utilisées en langue française.

## Désignées d’après un écrivain ou un monument littéraire
Il est d’usage en français de remplacer un nom de langue par une périphrase évoquant cette langue en utilisant le nom d’un de ses auteurs ou monuments littéraires les plus illustres.
La construction est toujours du type « langue de » suivi d’un nom de l’auteur ou de l’œuvre.
En voici une liste :
- allemand : langue de Goethe[1]
- anglais : langue de Shakespeare[1]
  - Pour l'anglais des États-Unis spécifiquement : langue d'Hemingway[2]
- arabe :
  - langue d'Al Jahiz
  - langue d'Ismaël[3]
  - langue du Coran[4]
  - langue du Ḍād[réf. nécessaire]
  - langue d’El Mutanabbi[5]
- araméen : langue de Jésus[6] ou langue du Christ[7]
- arménien : langue de Mashtots[réf. nécessaire]
- breton : langue de Roparz Hemon[8]
- bulgare : langue de Botev[9]
- catalan : langue de Lulle[10]
- chinois :
  - langue de Confucius[9]
  - langue de Lao Tseu[11]
- coréen : langue de Sejong
- danois : langue d’Andersen[12]
- espagnol : langue de Cervantes[1]
- espéranto : langue de Zamenhof[13]
- finnois: langue du Kalevala[14]
- français :
  - langue de Molière (expression la plus courante[15], apparue dès le XVIIIe siècle[1])
  - langue de Voltaire[16]
  - langue d'Hugo[9]
  - langue de Rabelais[17]
  - pour un dialecte du français québécois, appelé joual : langue de Tremblay[18]
  - pour le français parlé au Canada (tous territoires et toutes provinces confondus) : langue de Gabrielle Roy[19]
- grec : langue d’Homère[9]
- hébreu :
  - langue de Moïse[9]
  - langue de la Bible[20]
  - langue de la Torah[9]
  - langue de l’Ancien Testament[21] (le Livre de Daniel étant cependant écrit partiellement en araméen)
  - pour l’hébreu moderne plus spécifiquement, quelquefois langue de Ben Yehouda, le principal artisan de cette modernisation[22]
- italien : langue de Dante[1]
- japonais : langue de Mishima[9]
- kabyle :
  - langue de Massinissa[23]
  - ou langue de Si Mohand[24] [Pas dans la source]
- latin :
  - langue de Cicéron[25]
  - langue de Virgile[9]
- letton : langue de Rainis
- néerlandais :
  - langue de Vondel[9]
  - langue de Multatuli (plus spécifiquement le néerlandais récent, à partir du XIXe siècle)
- niçois : langue de Rancher[26]
- normand : langue de Wace[27]
- norvégien : langue d'Ibsen[28]
- occitan : langue des troubadours[29]
- persan : langue de Ferdowsi[9]
- polonais : langue de Mickiewicz[9]
- portugais : langue de Camões[9]
- provençal : langue de Mistral[9]
- roumain : langue d’Eminescu[9]
- russe :
  - langue de Tolstoï[25]
  - langue de Pouchkine[1]
- slovène : langue de Prešeren[9]
- somali : langue de Hadraawi[9]
- suédois : langue de Strindberg[9]
- tachelhit :
  - langue d'Awzal[30]
  - langue des Almohades[31]
- ukrainien : langue de Chevtchenko[9]

## Désignées d’après le symbole
Les stéréotypes liés à la langue parlée mettent l'accent sur le symbole ou l'émotion qui en ressort.
- allemand : langue de l’industrie[9] (ou de la technique[32])
- anglais : langue du commerce[9]
- espagnol : langue de la passion[9]
- français : langue de la diplomatie[9]
- italien : langue de l'amour[9]
- latin : langue de l'histoire[33] (ou de l'Église[34])
- limousin : langue d'or[35],[36].

## Désignées par une traduction de «oui»
Dans un petit livre inachevé rédigé en latin (De vulgari eloquentia), Dante divise les langues de l'Europe occidentale selon la façon de dire oui et il distingue :
- les langues du Nord (langues germaniques) qui disent yò
- les langues du Sud (langues romanes) qui se partagent en trois groupes : langue d'oïl, langue d'oc et langue de si[37].
  - langue d'oïl. L'ancien français oïl (des mots latins hoc ille) a abouti à oui en français moderne.
  - langue d'oc. L'ancien occitan oc (du latin hoc) a souvent abouti à ò dans les dialectes modernes. C'est ce glottonyme qui a donné son nom à la province de  Languedoc. Le glottonyme savant occitan a lui-même été forgé d'après cette particule oc signifiant oui.
  - langue de si. Si vient du latin [sic][a].